# Jean Voigt
Jean Voigt (16. juli 1940 i København – 29. oktober 1996) var en dansk modeskaber, scenograf og billedkunstner. Jean Voigt var søn af skræddermester og oldermand Holger Voigt-Petersen og balletdanserinden Gutvig Off. Han er kendt for sine kreationer til ballet og teater. Jean Voigt var uddannet skrædder og arbejdede som ung hos Balenciaga og Pierre Cardin i Paris. 
I 1967 blev han elev af den surrealistiske maler Samuel de Castro samtidig med at han studerede teaterhistorie. I 70'erne skabte han sit eget modehus i København. 
Voigt er far til smykke-designeren Zarah Voigt.